# 東岳村
東岳村（あずまだけむら）は、かつて青森県にあった村。

## 地理
- 河川：野内川、貴船川
- 山岳：東岳、神堤山、鍵取山、高地場山

## 沿革
- 1889年（明治22年）4月1日 - 町村制施行により東津軽郡宮田村、馬屋尻村、矢田村、三本木村、滝沢村が合併し、東岳村が発足。
- 1955年（昭和30年）1月1日 - 青森市に編入され消滅。